# Československá basketbalová liga 1975-1976
La Československá basketbalová liga 1975-1976 è stata la 48ª edizione del massimo campionato cecoslovacco di pallacanestro maschile. La vittoria finale è stata ad appannaggio dello Zbrojovka Brno.

## Risultati

### Stagione regolare
|     | Squadra           | G  | V  | P  | PF   | PS   | Pt. | Qualificazione |
| --- | ----------------- | -- | -- | -- | ---- | ---- | --- | -------------- |
| 1.  | Zbrojovka Brno    | 32 | 30 | 2  | 3121 | 2492 | 62  |                |
| 2.  | Slavia VŠ Praga   | 32 | 24 | 8  | 2805 | 2466 | 56  |                |
| 3.  | Sparta ČKD Praga  | 32 | 19 | 13 | 2731 | 2555 | 51  |                |
| 4.  | Inter Bratislava  | 32 | 16 | 16 | 2694 | 2784 | 48  |                |
| 5.  | Baník Prievidza   | 32 | 15 | 17 | 2678 | 2772 | 47  |                |
| 6.  | Dukla Olomouc     | 32 | 14 | 18 | 2640 | 2711 | 46  |                |
|     |                   |    |    |    |      |      |     |                |
| 7.  | Iskra Svit        | 32 | 18 | 14 | 2548 | 2585 | 50  |                |
| 8.  | Baník Ostrava     | 32 | 17 | 15 | 2594 | 2618 | 49  |                |
| 9.  | Pardubice         | 32 | 16 | 16 | 2710 | 2705 | 48  |                |
| 10. | Tatran Ostrava    | 32 | 13 | 19 | 2457 | 2585 | 45  | retrocesse     |
| 11. | Technika Brno     | 32 | 6  | 26 | 2554 | 2924 | 38  | retrocesse     |
| 12. | Slavoj Litoměřice | 32 | 4  | 28 | 2447 | 2782 | 36  | retrocesse     |

| Československá basketbalová liga 1975-1976 |
| ------------------------------------------ |
| Zbrojovka Brno 14º titolo                  |

## Formazione vincitrice
| N° | Naz.                      | Ruolo | Sportivo           |  | Alt. |  |
| -- | ------------------------- | ----- | ------------------ |  | ---- |  |
|    | Cecoslovacchia (bandiera) | A     | Jan Bobrovský      |  | 200  |  |
|    | Cecoslovacchia (bandiera) | GA    | Kamil Brabenec     |  | 193  |  |
|    | Cecoslovacchia (bandiera) |       | Jaroslav Beránek   |  |      |  |
|    | Cecoslovacchia (bandiera) | G     | Vojtěch Petr       |  | 208  |  |
|    | Cecoslovacchia (bandiera) |       | Josef Nečas        |  |      |  |
|    | Cecoslovacchia (bandiera) |       | Jiří Jandák        |  |      |  |
|    | Cecoslovacchia (bandiera) | G     | Vlastimil Havlík   |  | 191  |  |
|    | Cecoslovacchia (bandiera) |       | Arpáš              |  |      |  |
|    | Cecoslovacchia (bandiera) |       | Stehlík            |  |      |  |
|    | Cecoslovacchia (bandiera) |       | Hrubec             |  |      |  |
|    | Cecoslovacchia (bandiera) |       | Procházka          |  |      |  |
|    | Cecoslovacchia (bandiera) |       | Doležel            |  |      |  |
|    | Cecoslovacchia (bandiera) |       | Veselý             |  |      |  |
|    | Cecoslovacchia (bandiera) | All.  | František Konvička |  |      |  |

## Fonti
- Ing. Pavel Šimák: Historie československého basketbalu v číslech (1932-1985), Basketbalový svaz ÚV ČSTV, květen 1985, 174 stran
- Ing. Pavel Šimák: Historie československého basketbalu v číslech, II. část (1985-1992), Česká a slovenská basketbalová federace, březen 1993, 130 stran
- Juraj Gacík: Kronika československého a slovenského basketbalu (1919-1993), (1993-2000), vydáno 2000, 1. vyd, slovensky, BADEM, Žilina, 943 stran
- Jakub Bažant, Jiří Závozda: Nebáli se své odvahy, Československý basketbal v příbězích a faktech, 1. díl (1897-1993), 2014, Olympia, 464 stran